# ヌエバ・エスパーニャ副王の一覧
ヌエバ・エスパーニャ副王の一覧（ヌエバ・エスパーニャふくおうのいちらん）は、1535年から1821年にいたる300年間弱の間に在職した62代（ルイス・デ・ベラスコ2世とフアン・デ・オルテガの2人は2期在職しているため60人）のヌエバ・エスパーニャ副王の一覧である。

## 概要
スペインによる北アメリカ大陸の植民地化は1521年のエルナン・コルテスによるアステカ帝国征服にはじまるが、副王制がはじまったのはかなり遅れて1535年のことである。副王はスペイン本国から赴任し、他の権力者であるアウディエンシア、メキシコ大司教などと対立しながらも1821年のメキシコ独立まで続いた。
副王に任命されてから実際にメキシコシティに到着して就任式を行うまでには年単位のずれがあることが多い。下の表の在職年は後者から数えている（ただし最後のフアン・オドノフはメキシコシティに到着する前にメキシコの独立を承認している）。

## カルロス1世
カルロス1世（神聖ローマ皇帝カール5世）が1535年にはじめて副王を任命した。
| 代数 | 副王（爵位）               | 在職年    | 備考             |
| ---- | -------------------------- | --------- | ---------------- |
| 1    | アントニオ・デ・メンドーサ | 1535-1550 | ペルー副王に転任 |
| 2    | ルイス・デ・ベラスコ1世    | 1550-1564 | 在職中に死亡     |

## フェリペ2世
フェリペ2世の時代（1556-1598年）に任命された副王。
| 代数 | 副王（爵位）                                           | 在職年    | 備考                           |
| ---- | ------------------------------------------------------ | --------- | ------------------------------ |
| 3    | ガストン・デ・ペラルタ 第3代ファルセス侯爵             | 1566-1567 | 解任                           |
| 4    | マルティン・エンリケス・デ・アルマンサ                 | 1568-1580 | ペルー副王に転任               |
| 5    | ロレンソ・スアレス・デ・メンドーサ 第4代コルーニャ伯爵 | 1580-1583 | 在職中に死亡                   |
| 6    | ペドロ・モヤ・デ・コントレラス                         | 1584-1585 | 臨時の副王                     |
| 7    | アルバロ・マンリケ・デ・スニガ 初代ビリャマンリケ侯爵  | 1585-1590 | 解任                           |
| 8    | ルイス・デ・ベラスコ2世 初代サリナス侯爵               | 1590-1595 | 第2代副王の子 ペルー副王に転任 |
| 9    | ガスパール・デ・スニガ 第5代モンテレイ伯爵             | 1595-1603 | ペルー副王に転任               |

## フェリペ3世
フェリペ3世時代（1598-1621年）に任命された副王。日本に使節を送ったのは第11代のサリナス侯爵ルイス・デ・ベラスコ2世であり、支倉常長らの慶長遣欧使節を迎えたのは第13代のグアダルカサル侯爵ディエゴ・フェルナンデス・デ・コルドバである。
| 代数 | 副王（爵位）                                                  | 在職年    | 備考                     |
| ---- | ------------------------------------------------------------- | --------- | ------------------------ |
| 10   | フアン・デ・メンドーサ・イ・ルナ 第3代モンテスクラロス侯爵    | 1603-1607 | ペルー副王に転任         |
| 11   | ルイス・デ・ベラスコ2世 初代サリナス侯爵                      | 1607-1611 | 第8代副王の再任          |
| 12   | フランシスコ・ガルシア・ゲラ                                  | 1611-1612 | 臨時の副王、在職中に死亡 |
| 13   | ディエゴ・フェルナンデス・デ・コルドバ 初代グアダルカサル侯爵 | 1612-1621 | ペルー副王に転任         |

## フェリペ4世
フェリペ4世の時代（1621-1665年）に任命された副王。
| 代数 | 副王（爵位）                                                         | 在職年    | 備考             |
| ---- | -------------------------------------------------------------------- | --------- | ---------------- |
| 14   | ディエゴ・カリーリョ・デ・メンドーサ 初代ガルベス侯爵                | 1621-1624 |                  |
| 15   | ロドリーゴ・パチェコ 第3代セラルボ侯爵                               | 1624-1635 |                  |
| 16   | ロペ・ディエス・デ・アルメンダリス 初代カドレイタ侯爵                | 1635-1640 |                  |
| 17   | ディエゴ・ロペス・パチェコ 第7代エスカローナ公爵                     | 1640-1642 | 解任             |
| 18   | フアン・デ・パラフォクス                                             | 1642      | 臨時の副王       |
| 19   | ガルシア・サルミエント・デ・ソトマヨル 第2代サルバティエラ伯爵       | 1642-1648 | ペルー副王に転任 |
| 20   | マルコス・デ・トーレス                                               | 1648-1649 | 臨時の副王       |
| 21   | ルイス・エンリケス・デ・グスマン 第9代アルバ・デ・リステ伯爵         | 1650-1653 | ペルー副王に転任 |
| 22   | フランシスコ・フェルナンデス・デ・ラ・クエバ 第8代アルブルケルケ公爵 | 1653-1660 |                  |
| 23   | フアン・フランシスコ・デ・レイバ 第6代アドラダ侯爵                   | 1660-1664 | 解任             |
| 24   | オシリオ・デ・エスコバル                                             | 1664      | 臨時の副王       |
| 25   | アントニオ・セバスティアン・デ・トレド 第2代マンセラ侯爵             | 1664-1673 |                  |

## カルロス2世
カルロス2世の時代（1665-1700年）に任命された副王。
| 代数 | 副王（爵位）                                                   | 在職年    | 備考             |
| ---- | -------------------------------------------------------------- | --------- | ---------------- |
| 26   | ペドロ・ヌーニョ・コロン・デ・ポルトゥガル 第6代ベラグア公爵   | 1673      | 在職中に死亡     |
| 27   | パヨ・エンリケス・デ・リベラ                                   | 1673-1680 |                  |
| 28   | トマス・デ・ラ・セルダ 第3代ラ・ラグナ・デ・カメロ・ビエホ侯爵 | 1680-1686 |                  |
| 29   | メルチョル・ポルトカレロ 第3代モンクローバ伯爵                 | 1686-1688 | ペルー副王に転任 |
| 30   | ガスパル・デ・ラ・セルダ 第8代ガルベ伯爵                       | 1688-1696 |                  |
| 31   | フアン・デ・オルテガ                                           | 1696      | 臨時の副王       |
| 32   | ホセ・サルミエント・デ・バリャダレス 初代アトリスコ公爵        | 1696-1701 |                  |

## フェリペ5世
スペイン・ブルボン朝のフェリペ5世およびルイス1世の時代（1700-1746年）に任命された副王。
| 代数 | 副王（爵位）                                                          | 在職年    | 備考                         |
| ---- | --------------------------------------------------------------------- | --------- | ---------------------------- |
| 33   | フアン・デ・オルテガ                                                  | 1701-1702 | 臨時の副王。第31代副王の再任 |
| 34   | フランシスコ・フェルナンデス・デ・ラ・クエバ 第10代アルブルケルケ公爵 | 1702-1711 |                              |
| 35   | フェルナンド・デ・アレンカストレ 初代リナレス公爵                     | 1711-1716 |                              |
| 36   | バルタサル・デ・スニガ 初代アリオン公爵                               | 1716-1722 |                              |
| 37   | フアン・デ・アクニャ 初代カサ・フエルテ侯爵                           | 1722-1734 | 在職中に死亡                 |
| 38   | フアン・アントニオ・デ・ビサロン                                      | 1734-1740 | 在職中に死亡                 |
| 39   | ペドロ・デ・カストロ・フィゲロア 初代ラ・コンキスタ公爵               | 1740-1741 | 在職中に死亡                 |
| 40   | ペドロ・デ・セブリアン 第5代フエンクララ伯爵                          | 1742-1746 |                              |

## フェルナンド6世
フェルナンド6世の時代（1746-1759年）に任命された副王。
| 代数 | 副王（爵位）                                              | 在職年    | 備考         |
| ---- | --------------------------------------------------------- | --------- | ------------ |
| 41   | フアン・フランシスコ・デ・グエメス 初代レビジャヒヘド伯爵 | 1746-1755 |              |
| 42   | アグスティン・デ・アウマダ 第2代アマリージャス侯爵        | 1755-1760 | 在職中に死亡 |

## カルロス3世
カルロス3世の時代（1759-1788年）に任命された副王。ブルボン改革の一環としてヌエバ・エスパーニャの行政組織は大幅に変更された。また七年戦争の結果スペイン領フロリダを失い、かわりにフランス領ルイジアナを得たが、アメリカ独立戦争でイギリスと戦い、その結果再びフロリダを得た。イエズス会が追放され、アルタ・カリフォルニアの植民地化がはじまったのもこの時期である。
| 代数 | 副王（爵位）                                            | 在職年    | 備考                         |
| ---- | ------------------------------------------------------- | --------- | ---------------------------- |
| 43   | フランシスコ・アントニオ・カヒガル・デ・ラ・ベガ        | 1760      | 臨時の副王                   |
| 44   | ホアキン・フアン・デ・モントセラト 初代クルイジャス侯爵 | 1760-1766 |                              |
| 45   | カルロス・フランシスコ・デ・クロワ 初代クロワ侯爵       | 1766-1771 |                              |
| 46   | アントニオ・マリア・デ・ブカレリ                        | 1771-1779 | 在職中に死亡                 |
| 47   | マルティン・デ・マヨルガ                                | 1779-1783 |                              |
| 48   | マティアス・デ・ガルベス                                | 1783-1784 | 在職中に死亡                 |
| 49   | ベルナルド・デ・ガルベス                                | 1785-1786 | マティアスの子、在職中に死亡 |
| 50   | アロンソ・ヌニェス・デ・アロ                            | 1787      | 臨時の副王                   |
| 51   | マヌエル・アントニオ・フロレス                          | 1787-1789 |                              |

## カルロス4世
カルロス4世の時代（1788-1808年）に任命された副王。フランス革命の時期と重なる。スペインは当初フランスと戦ったが後に同盟し、第三次サン・イルデフォンソ条約でルイジアナをフランスに返還した。
| 代数 | 副王（爵位）                                                | 在職年    | 備考                   |
| ---- | ----------------------------------------------------------- | --------- | ---------------------- |
| 52   | フアン・ビセンテ・デ・グエメス 第2代レビジャヒヘド伯爵      | 1789-1794 | 第41代副王の子         |
| 53   | ミゲル・デ・ラ・グルア・タラマンカ 初代ブランシフォルテ侯爵 | 1794-1798 |                        |
| 54   | ミゲル・ホセ・デ・アサンサ 初代サンタ・フェ侯爵             | 1798-1800 |                        |
| 55   | フェリクス・ベレンゲル・デ・マルキナ                        | 1800-1803 |                        |
| 56   | ホセ・デ・イトゥリガライ                                    | 1803-1808 | クーデターで逮捕される |

## フェルナンド7世時代
半島戦争およびフェルナンド7世の時代（1808-1833年）に任命された副王。メキシコ独立革命の時代に重なる。1812年のカディス憲法の下ではヌエバ・エスパーニャは最高首長 (es:jefe político superior) によって統治されるが、この表では副王に含めている。フェルナンド7世がカディス憲法を破棄したため、法律上副王でなかったのはスペイン立憲革命中に任命されたオドノフのみである。
| 代数 | 副王（爵位）                                                                  | 在職年    | 備考                               |
| ---- | ----------------------------------------------------------------------------- | --------- | ---------------------------------- |
| 57   | ペドロ・デ・ガリバイ                                                          | 1808-1809 | クーデターによる臨時の副王         |
| 58   | フランシスコ・ハビエル・デ・リサナ                                            | 1809-1810 | アランフエスの最高中央評議会が任命 |
| 59   | フランシスコ・ハビエル・ベネガス 初代レユニオン・イ・ヌエバ・エスパーニャ侯爵 | 1810-1813 | カディスの評議会が任命             |
| 60   | フェリクス・カジェハ 初代カルデロン伯爵                                       | 1813-1816 | カディスの摂政委員会が任命         |
| 61   | フアン・ルイス・デ・アポダカ 初代ベナディート伯爵                             | 1816-1821 | 辞職させられる                     |
| 62   | フアン・オドノフ                                                              | 1821      | メキシコの独立を承認               |